# オルドリン (小惑星)
オルドリン (6470 Aldrin) は小惑星帯に位置する小惑星である。アントニーン・ムルコスがクレチ天文台で発見した。
アポロ11号で初めて月に行ったバズ・オルドリンから命名された。